# Classe Jose Rizal
La classe Jose Rizal est une classe de frégates construite pour la marine philippine. Deux exemplaires ont été commandés à Hyundai Heavy Industries, qui remporta l'appel d'offres avec une version plus légère de la classe Incheon : la HDF-2600.

## Historique
Le Department of National Defense (DND) lance le projet d'acquisition de deux frégates lance-missiles neuves en 2013 dans le cadre du premier horizon du plan de modernisation des Forces armées (Armed Forces of the Philippines Modernization Plan), et abandonne ainsi la recherche de frégates de seconde main. Le Frigate Acquisition Project se voit attribuer un budget de 18 milliards de PHP (environ 375 millions de $), dont 15,5 milliards alloués à l'achat des bâtiments et 2,5 milliards pour l'achat des munitions. Sept constructeurs participent à l'appel d'offres : Navantia (Espagne), Daewoo Shipbuilding & Marine Engineering - DSME (Corée du Sud), Hyundai Heavy Industries (HHI, Corée du Sud), STX Offshore & Shipbuilding (Corée du Sud), STX France (France), Garden Reach Shipbuilding & Engineers - GRSE (Inde) et ThyssenKrupp Marine Systems (Allemagne). GRSE est d'abord déclaré vainqueur en mars 2016 avec une version dérivée de la classe Kamorta, mais les inspections post qualifications pointèrent des manquements de la part de l’industriel indien, tant et si bien que c'est HHI, arrivé deuxième, qui remporte finalement l'appel d'offres avec la HDF-2600 dérivée de la classe Incheon. 
Le contrat entre le gouvernement philippin et Hyundai Heavy Industries est signé le 16 octobre 2016 à Manille. Les deux navires seront baptisés d'après deux héros de la révolution philippine : l'écrivain José Rizal et le général Antonio Luna. 

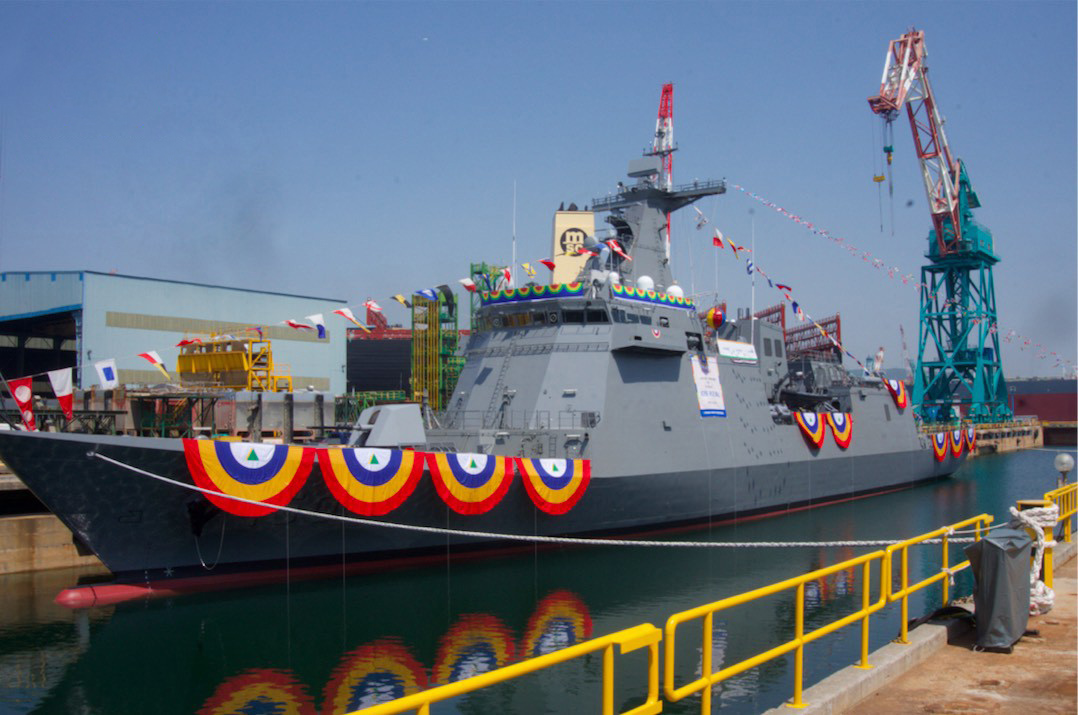
Le BRP Jose Rizal (FF-150) le jour de son lancement.

La pose de la quille du BRP Jose Rizal (FF-150) a lieu de 16 octobre 2018 au chantier naval de Hyundai Heavy Industries à Ulsan en présence d'officiels philippins. Il est lancé le 23 mai 2019, et c'est ce même jour qu'est posée la quille du BRP Antonio Luna (FF-151) qui lui est lancé le 8 novembre 2019.
Le 18 mai 2020, le BRP Jose Rizal quitte Ulsan pour les Philippines. Afin de ne pas trop affecter la date de livraison du navire, retardée par la pandémie de Covid-19, les autorités philippines et coréennes se mettent d'accord pour effectuer les dernières inspections d'acceptation aux Philippines plutôt qu'en Corée du Sud. Le navire arrive à Subic Bay le 23 mai 2020, est admis au service actif le 10 juillet et représenta les Philippines durant l'édition 2020 des exercices RIMPAC.
Les inspections d'acceptation du BRP Antonio Luna se déroulent du 25 au 29 janvier 2021 à Ulsan. Le navire est déclaré conforme par la cellule d'inspection philippine et comporte même quelques équipements supplémentaires offerts par le constructeur (d'une valeur de 7,4 millions de $). Son départ de Corée du Sud a lieu le 5 février 2021 pour arriver cinq jours plus tard au port de Subic. Il est accueilli par le BRP Jose Rizal à son entrée dans les eaux territoriales philippines le 9 février 2021 et est admis au service le 19 mars 2021.
Dès 2019 Hyundai Heavy Industries se positionne comme favori pour le Corvette Acquisition Project (projet inclus dans le deuxième horizon de l'AFP Modernization Plan) qui prévoit l'achat de deux bâtiments d'un déplacement de 2500 tonnes, mieux armés, pour un budget de 28 milliards de PHP (environ 600 millions de $). L’attribution formelle du contrat pour cette deuxième tranche de navires de classe Jose Rizal est cependant repoussée par la pandémie de Covid-19 et la réattribution des fonds prévus. Il faut attendre janvier 2022 pour que le contrat pour deux navires de 3100 tonnes soit signé. Ils seront nommés BRP Miguel Malvar et BRP Diego Silang.

## Caractéristiques

### Électronique
Le choix de la marine philippine se portait à l'origine sur un système de management de combat (CMS) Thales TACTICOS 2 et un ensemble de radars et capteurs issus eux aussi de la gamme de Thales, tout comme le sonar. Mais les deux navires ont finalement été équipés du Naval Shield 2 du coréen Hanwha, ce qui suscita une controverse. Le Vice-amiral Ronald Joseph Mercado, alors chef d'état major de la marine, fit entendre sa voix afin d'assurer que les navires soient équipés des systèmes de Thales, mais il se verra remplacé en décembre 2017 (avant la fin de son mandat) par le Rear Admiral Robert Empedrad. Ce dernier autorisa Hyundai Heavy Industries à équiper les deux frégates du CMS d'Hanwha, de la suite de radars et détecteurs Hensoldt et d'un sonar de proue Harris.
Le sujet du CMS refera de nouveau parler de lui début 2020, Hanwha n'ayant pas encore obtenu la certification Liaison 16 pour son Naval Shield 2 à l'approche de la livraison du BRP Jose Rizal aux Philippines. Le Rear Admiral Alberto Carlos, chef de la cellule philippine d'inspection et d'acceptation pour ces deux frégates, confirme en juillet 2020 que Hyundai Heavy Industries et le gouvernement sud-coréen se porteraient garants de l’intégration de la Liaison 16 et qu'ils prendraient en charge les potentiels coûts supplémentaires.

### Armement
L'armement repose sur deux lanceurs doubles de missiles antinavires LIG Nex1 SSM-700K Haeseong (munitions livrées en mai 2022), de deux tubes lance-torpilles triples et de deux lanceurs doubles Mistral pour la défense antiaérienne rapprochée, les missiles Mistral 3 pour ces derniers sont livrés le 8 octobre 2021. Leur premier tir à lieu en mai 2025 au cours de l'exercice Balikatan contre des drones cibles. 
L'artillerie reprend le calibre standard de la marine philippine avec une tourelle OTO Melara de 76 mm, épaulée par un canon de 30 mm Aselsan SMASH.
Les deux navires ont la possibilité d’être équipés, après leur livraison, d'un système de lancement vertical à 8 tubes pour missiles antiaériens, d'un système d'arme rapproché de type Goalkeeper CIWS et d'un sonar remorqué.
Enfin, deux hélicoptères AgustaWestland AW159 Wildcat ont été livrés en 2019 afin d'équiper ces deux bâtiments.

## Liste des navires
| Nom              | N°     | Construction    | Lancement       | Mise en service | Statut |
| ---------------- | ------ | --------------- | --------------- | --------------- | ------ |
| BRP Jose Rizal   | FF-150 | 16 octobre 2018 | 23 mai 2019     | 10 juillet 2020 | Actif  |
| BRP Antonio Luna | FF-151 | 23 mai 2019     | 8 novembre 2019 | 19 mars 2021    | Actif  |

## Bâtiments similaires
- Classe Martadinata
- Classe Gowind
- Classe Sigma
- Classe Miguel Malvar